# Министар просвјете и културе Републике Српске
Министар просвјете и културе Републике Српске је одговорно лице које води и представља Министарство просвјете и културе Републике Српске. Садашњи министар је Наталија Тривић

## Надлежности
Министар просвјете и културе Републике Српске у оквиру својих овлашћења: представља министарство, затим руководи руководи министарством, одговоран је за радне активности унутар министарства, одговоран је за материјално-финансијско пословање министарства, као и за рад републичких органа и управа под јурисдикцијом министарства просвјете и културе Републике Српске.

## Бивши министри
- Недељко Рашула
- Велибор Остојић
- Живојин Ерић
- Митар Новаковић
- Гојко Савановић
- Милован Пецељ
- Сњежана Божић
- Антон Касиповић (28. фебруар 2006. — 12. март 2013)
- Горан Мутабџија (12. март 2013. — 18. децембар 2014)
- Дане Малешевић (18. децембар 2014. — децембар 2018)